# Vierfaß
Das Vierfaß war ein Volumen- und Getreidemaß in den Niederlanden, im Herzogtum Braunschweig und in Regionen, in denen auch der Scheffel galt.

## Niederlande
In den Niederlanden nannte man es Vierdevat (Vierdewat).
- 4 Vierdevat/Vierfaß = 1 Scheppel/Scheffel
- 16 Vierdevat/Vierfaß = 1 Mudde
- 1 Vierdevat/Vierfaß = 360 ¾ Pariser Kubikzoll = 8 Kop/Koppe = 7 ½ Liter (390 Pariser Kubikzoll)[1]
- 12 Vierdevat/Vierfaß = 1 Sack

## Braunschweig
- 1 Vierfaß = 4 Becher = 391 ¼ Pariser Kubikzoll = 7 ¾ Liter
- 1 Himte(n) = 4 Vierfaß ≈ 31,145 Liter

## Quedlinburg
- 4 Vierfaß = 1 Himten
- 8 Vierfaß = 1 Scheffel
- 192 Vierfaß = 1 Wispel
- 1 Vierfaß = 2 große oder 4 kleine Metzen = 346 ½ Pariser Kubikzoll = 6 7/9 Liter